# Острово-Шляхецьке
Острово-Шляхецьке (пол. Ostrowo Szlacheckie, нім. Adelshof) — село в Польщі, у гміні Вжесня Вжесінського повіту Великопольського воєводства.
Населення — 150 осіб (2011).
У 1975-1998 роках село належало до Познанського воєводства.

## Демографія
Демографічна структура станом на 31 березня 2011 року:
|          | Загалом | Допрацездатний вік | Працездатний вік | Постпрацездатний вік |
| -------- | ------- | ------------------ | ---------------- | -------------------- |
| Чоловіки | 77      | 24                 | 52               | 1                    |
| Жінки    | 73      | 15                 | 51               | 7                    |
| Разом    | 150     | 39                 | 103              | 8                    |